# WKBL 외국인선수 선발회
WKBL 외국인선수 선발회는 한국여자프로농구에서 활동할 외국인선수를 선발하기 위해 개최된다.

## 2017-18
| 라운드 | 순위   | 이름            | 팀                     |
| ------ | ------ | --------------- | ---------------------- |
| 1      | 재계약 | 엘리사 토마스   | 용인 삼성생명 블루밍스 |
| 1      | 1      | 이사벨 해리슨   | 부천 KEB하나은행       |
| 1      | 2      | 주얼 로이드     | 구리 KDB생명 위너스    |
| 1      | 3      | 카일라 쏜튼     | 인천 신한은행 에스버드 |
| 1      | 4      | 다미리스 단타스 | 청주 KB 스타즈         |
| 1      | 5      | 쉐키나 스트릭렌 | 아산 우리은행 위비     |
| 2      | 1      | 티아나 하킨스   | 아산 우리은행 위비     |
| 2      | 2      | 모니크 커리     | 청주 KB 스타즈         |
| 2      | 3      | 르샨다 그레이   | 인천 신한은행 에스버드 |
| 2      | 4      | 샨테 블랙       | 구리 KDB생명 위너스    |
| 2      | 5      | 자즈몬 과트미   | 부천 KEB하나은행       |
| 2      | 6      | 케일라 알렉산더 | 용인 삼성생명 블루밍스 |

## 2018-19
외국인선수 1명 보유, 1명 출전으로 변경되었다.
| 순위 | 이름            | 팀                     |
| ---- | --------------- | ---------------------- |
| 1    | 샤이엔 파커     | 부천 KEB하나은행       |
| 2    | 다미리스 단타스 | 구리 KDB생명 위너스    |
| 3    | 티아나 하킨스   | 용인 삼성생명 블루밍스 |
| 4    | 나탈리 어천와   | 인천 신한은행 에스버드 |
| 5    | 카일라 쏜튼     | 청주 KB 스타즈         |
| 6    | 크리스탈 토마스 | 아산 우리은행 위비     |

## 2019-20
96명이 신청하고 17명이 철회하여 79명이 참가하였다. 선발회는 2019년 6월 25일에 열렸다.
| 순위 | 이름              | 팀                     | 비고                            |
| ---- | ----------------- | ---------------------- | ------------------------------- |
| 1    | 다미리스 단타스   | 부산 BNK 썸            | 창단 혜택으로 1순위 지명권 획득 |
| 2    | 엘레나 스미스     | 인천 신한은행 에스버드 |                                 |
| 3    | 마이샤 하인스알렌 | 부천 KEB하나은행       |                                 |
| 4    | 르샨다 그레이     | 아산 우리은행 위비     |                                 |
| 5    | 리네타 카이저     | 용인 삼성생명 블루밍스 |                                 |
| 6    | 카일라 쏜튼       | 청주 KB 스타즈         |                                 |